# منزل كمال الدين نبوي طباطبائي
منزل كمال الدين نبوي طباطبائي (بالفارسية: خانه کمال‌الدین نبوی طباطبائی) هو منزل تاريخي يعود إلى عصر القاجاريون، ويقع في بروجرد.